# Suma (spółdzielnia)
Suma – spółdzielnia powstała w 1975 w Leeds, a jej obecna siedziba znajduje się w Elland (Wlk. Brytania). Specjalizuje się w sprzedaży pełnowartościowego, organicznego, wegetariańskiego pożywienia. Oprócz tego ma w swej ofercie również inne ekologiczne produkty, m.in. środki czystości oraz ubrania.
Obecnie największa niezależna organizacja w Wielkiej Brytanii zajmująca się sprzedażą pełnowartościowego pożywienia, miała bardzo skromne początki. Jej pierwszą siedzibą była kuchnia w domu przy Victoria Road, skąd jej założyciel – Reg Tayler – sprzedawał płatki kukurydziane, suszone owoce oraz ciemny ryż. Następną siedzibą rodzącej się spółdzielni był położony nieopodal garaż.
Dziś Suma jest rozpoznawaną i cenioną marką oferującą szeroką gamę ekologicznych produktów.